# Escape!
Escape! (на английски: escape – „бягство“) е радиопредаване по CBS (1947 – 1954).
Първото предаване се състои на 7 юли 1947. За разлика от сродното предаване Suspense Escape! няма постоянен спонсор и заради това се излага на промени в програмата и ниски бюджети.
Въпреки тези проблеми Escape! има забележителна 7-годишна история. Едно от най-запомнящите се неща около него е въвеждащата част, често декламирана от Уилям Конрад:
„Tired of the everyday grind? Ever dream of a life of romantic adventure? Want to get away from it all? We offer you escape!“ („Уморени сте от всекидневната тежка работа? Мечтали сте си за романтично преживяване? Искате да се измъкнете от всичко? Предлагаме ви бягство!“).
На 25 септември 1954 завършва последното предаване на Escape!. Записи от повечето предавания са запазени до днес и могат да се закупят.